# (8769) Arctictern
(8769) Arctictern ist ein im mittleren Hauptgürtel gelegener Asteroid, der am 29. September 1973 von dem niederländischen Astronomenehepaar Cornelis Johannes van Houten und Ingrid van Houten-Groeneveld entdeckt wurde. Die Entdeckung geschah im Rahmen der 2. Trojaner-Durchmusterung, bei der von Tom Gehrels mit dem 120-cm-Oschin-Schmidt-Teleskop des Palomar-Observatoriums aufgenommene Feldplatten an der Universität Leiden durchmustert wurden, 13 Jahre nach Beginn des Palomar-Leiden-Surveys.
Der mittlere Durchmesser des Asteroiden wurde mit 6,796 (±0,185) km berechnet, die Albedo mit 0,152 (±0,060).
Mittlere Sonnenentfernung (große Halbachse), Exzentrizität und Neigung der Bahnebene des Asteroiden entsprechen grob der Dora-Familie, einer Gruppe von Asteroiden, die nach (668) Dora benannt ist.
(8769) Arctictern ist nach der Küstenseeschwalbe (Sterna paradisaea) benannt. Die Benennung erfolgte am 2. April 1999. Arctic tern ist der englische Name des Vogels.